# Maďarský skauting
Skautské hnutí v Maďarsku představují:
- Magyar Cserkészlány Szövetség, člen Světového sdružení skautek
- Magyar Cserkészszövetség, člen Světové organisace skautského hnutí
- Magyarországi Európai Cserkészek, kandidát na členství ve Federaci skautů Evropy
- Magyar Öregcserkész Klub, člen Mezinárodního společenství skautů a skautek

## Mezinárodní fórum maďarského skautingu
Mezinárodní fórum maďarského skautingu je unií maďarských skautských organisací v Maďarsku i mimo ně. Jejími členy jsou:
- Magyar Cserkészlány Szövetség
- Magyar Cserkészszövetség
- Külföldi Magyar Cserkészszövetség (Maďarská skautská asociace v exilu), organisace Scouts-in-Exile.
- pět menšinových organisací v sousedních zemích:
  - Chorvatsko: Horvátországi Magyar Cserkészszövetség (HZMCSSZ)
  - Rumunsko: Romániai Magyar Cserkészszövetség (RMCSSZ)
  - Vojvodina (Srbsko): Vajdasági Magyar Cserkészszövetség (VMCSSZ)
  - Slovensko: Szlovákiai Magyar Cserkészszövetség (SZMCS)
  - Ukrajina: Kárpátaljai Magyar Cserkészszövetség (KáMCSSZ)

## Mezinárodní skautské oddíly v Maďarsku
V Maďarsku se nachází oddíl USA Girl Scouts Overseas v Budapešti, který je obsluhován ústředím USAGSO v New York City, stejně jako vlčata a skauti z Horizon District of the Transatlantic Council z Boy Scouts of America, který podporuje jednotky v západní a středí Evropě, Blízkém východě a severní Africe.